# Szenute z Atripe
Szenute z Atripe, Sanutius (ur. między 332 a 350 w miejscowości Szenalolet, zm. między 451 a 466) – mnich egipski i przeor Deir el-Abiad (Białego Klasztoru) w Sohag, założyciel szeregu gmin i klasztorów, archimandryta, reformator życia monastycznego oraz jeden z twórców cenobityzmu, święty Kościoła koptyjskiego.

## Życie

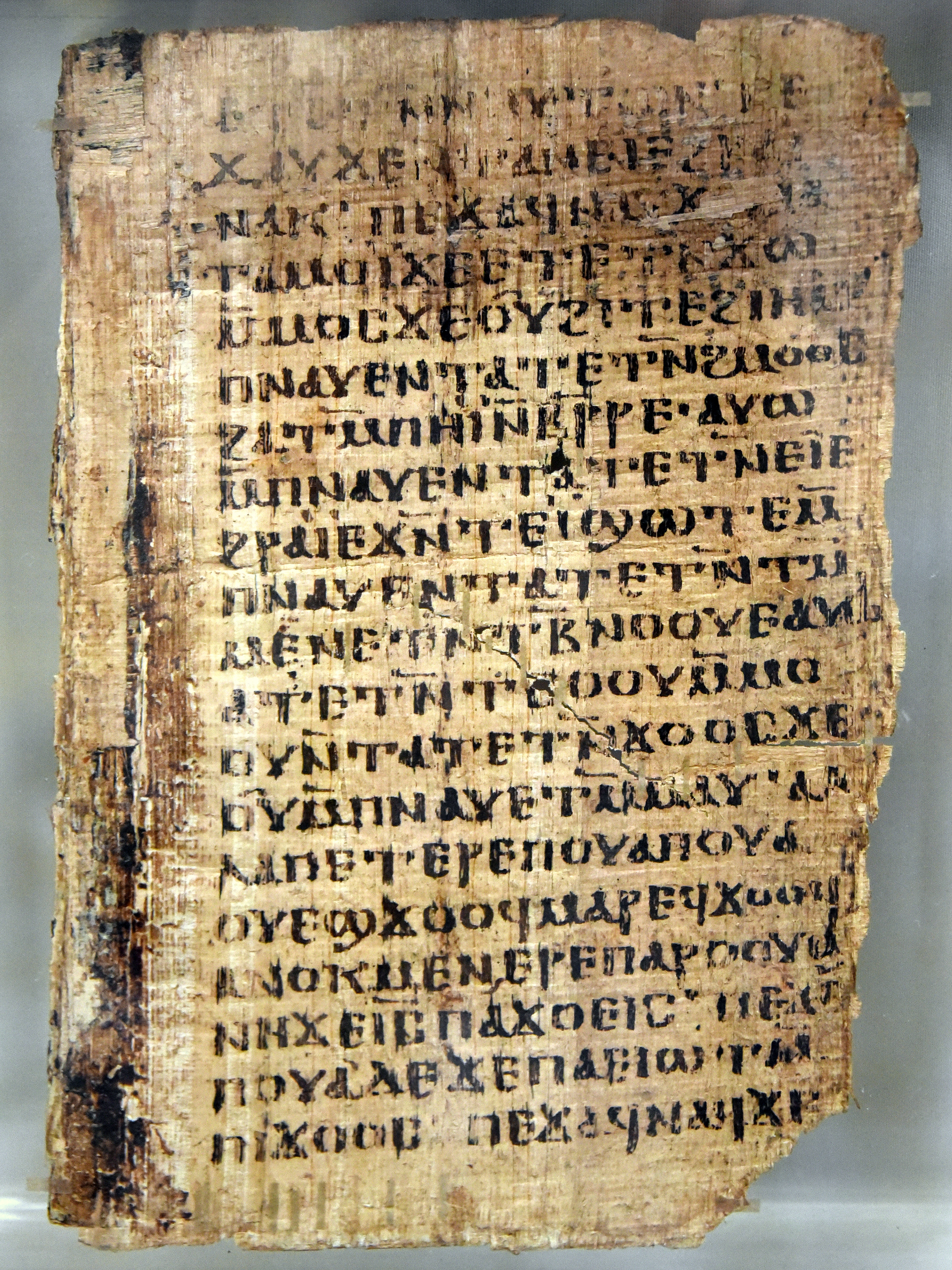
Życie Shenute, sahidyjskie pismo koptyjskie, czarny tusz, papirus, VI-VII w. n.e. Z Egiptu. British Museum, Londyn.

Był synem egipskich wieśniaków. Około roku 371, w wieku ok. 9. lat, oddano go do Białego Klasztoru (Deir al-Abiad), którym wówczas kierował jego wuj, a zarazem fundator tego ośrodka monastycznego, Pdżol. Po jego śmierci, około 385 roku, objął stanowisko przełożonego. Pełniąc tę funkcję przez ok. 80 lat, doprowadził do największego rozkwitu lasztoru. W 431, już jako osoba ciesząca się opinią nieprzejednanego wroga herezji, brał udział w obradach soboru efeskiego.
Według jednego z podań, został mianowany archimandrytą przez Cyryla Aleksandryjskiego w trakcie soboru efeskiego, gdy uderzył Nestoriusza po tym, jak ten położył Ewangeliarz na ziemi. Według innych źródeł Szenute w momencie przyjazdu na sobór już był archimandrytą.
Prawdopodobnie mógł być zaproszony również na obrady soboru w Chalcedonie, jednak nie wziął w nim udziału ze względu na podeszły wiek. Jego żywot został spisany przez jego ucznia i następcę na stanowisku przełożonego wspólnoty, Bezę.

## Organizacja i charakter życia monastycznego
Organizując swoją wspólnotę, Szenute bazował na zasadach stworzonych przez Pachomiusza, poddał je jednak dość znaczącym zmianom, czego wyraz możemy odnaleźć przede wszystkim w pozostawionych przez niego pismach. Nie napisał reguły jako takiej, ale swoje rady, czy zalecenia dla mnichów zawarł w kierowanych do nich listach. Badacze nie są do końca zgodni, jak określić związek pomiędzy tradycją pachomiańską a tą stworzoną przez Szenutego. Jedni twierdzą, iż cenobityzm praktykowany w Deir al-Abiad był schyłkową fazą cenobityzmu pachomiańskiego, inni natomiast zakładają, że Pachomiusz i Szenute byli twórcami dwóch różnych dróg życia monastycznego. Podstawowe elementy pozostawały te same: modlitwa, praca, życie we wspólnocie, posłuszeństwo wobec przełożonego, ale Szenute był przekonany, że jego poprzednik ustanowił zbyt łagodne zasady życia dla swoich mnichów. W Białym Klasztorze obowiązywało więc znacznie więcej modlitw, umartwień, jeden posiłek w ciągu dnia (bez ryb, jaj, sera) oraz bardzo surowa dyscyplina, bezwzględne posłuszeństwo wobec przełożonego. Nierzadko wobec mnichów i mniszek stosowane były kary cielesne. Wyraźne było również nastawienie antyintelektualne, co bliskie było życiu anachoreckiemu. Sam święty był człowiekiem wykształconym w zakresie filozofii i literatury greckiej, ale czuł się znacznie silniej związany z tradycją koptyjską. W porównaniu z kongregacją pachomiańską, mamy tu również do czynienia ze znacznie większym otwarciem na ludzi świeckich i gorliwym zwalczaniem pogaństwa, posuniętym wręcz do fanatyzmu. Szenute organizował ekspedycje, których celem było zniszczenie świątyń pogańskich. Zachowały się jego mowy, wygłaszane publicznie, skierowane przeciwko gnostykom, nazywanym przez niego orygenistami.
Wpływy ze zgromadzenia Białego Klasztoru zorganizowanego na zasadach ustalonych przez Szenute, były jednak znacznie mniejsze niż w przypadku wspólnoty pachomiańskiej, właściwie nie wykraczały poza okolice Białego Klasztoru. Być może wynikało to z surowości tego modelu życia monastycznego.
Struktura organizacyjna klasztoru była nieco podobna do wspólnoty pachomiańskiej. Podstawową jednostką był tzw. dom, grupujący ok. 20-40 mnichów. Cała wspólnota – zarówno męska, jak i żeńska podlegała opatowi określanemu jako apa. Ogólnie ujmując funkcja opata polegała na zabezpieczeniu bytu materialnego mnichów, a także dbałości o ich rozwój duchowy. W praktyce więc opat (Szenute) kontrolował wszystkie sprawy dotyczące wspólnoty. Przełożony generalny miał swojego zastępcę, tzw. drugiego, a także doradcę do spraw ekonomicznych. Kolejnym szczeblem w hierarchii byli przełożeni domów oraz ich zastępcy. W klasztorach żeńskich wspólnotą zarządzała Matka (kopt. maw) posiadająca również swoją zastępczynię (mehsnte). Problemy związane z funkcjonowaniem klasztoru żeńskiego, głównie natury dyscyplinarnej, rozwiązywał jednak opat, któremu Matka podlegała.
Obie wspólnoty – pachomiańska i ta, wywodząca się z Atripe – funkcjonowały mniej więcej równocześnie. Kontakt pomiędzy nimi był jednak – jak się wydaje – dość luźny. Być może we wzajemnych relacjach przeszkadzały kwestie teologiczne, a nawet polityczne. Wiadomo bowiem, że po soborze chalcedońskim w 451 r. kongregacja pachomiańska pozostała wierna linii ortodoksyjnej (tzw. melchickiej). Dowodem na to jest m.in. fakt, iż pierwszym patriarchą melchickim był mnich o imieniu Paweł pochodzący z pachomiańskiego klasztoru w Tabennesi. Biały Klasztor pozostał natomiast ostoją chrześcijaństwa tradycyjnego – koptyjskiego, wiązanego w tym okresie z monofizytyzmem.

## Pisma
Szenute pozostawił po sobie bogatą spuściznę literacką. Na podkreślenie zasługuje fakt, iż były to pisma tworzone w języku koptyjskim, co czyni Szenutego pierwszym autorem chrześcijańskim tworzącym na tak szeroką skalę w rodzimym języku Egiptu. Jednocześnie widoczne są wpływy retoryki greckiej, co świadczy o gruntownym wykształceniu, jakie otrzymał autor. Homilie i listy archimandryty skierowane były do szerokiego kręgu odbiorców, zarówno mnichów, świeckich chrześcijan, jak i do pogan. Tematyka dzieł jest zdominowana przez zagadnienia teologiczne. Autor odnosi się m.in. do kwestii chrystologicznych (m.in. pismo De natura Christi), często występując przeciwko rozpowszechnionym w Egipcie herezjom (Przeciw orygenistom, Przeciw melecjanom, Przeciw manichejczykom, Przeciw Hellenom i heretykom). Sporo miejsca poświęca także zagadnieniom moralnym, m.in. nauczając o szatanie i sposobach jego działania. Dużą część pism Szenutego stanowią listy z pouczeniami skierowane do mnichów i mniszek jego wspólnoty, zawarte obecnie w zbiorach nazywanych Kanonami.

## Kult
Jego relikwie znajdują się w Kairze w kościele pod jego wezwaniem.
Wspomnienie liturgiczne obchodzone jest w dniu 7 Abib, co stanowi odpowiednik Nisan w kalendarzu żydowskim, przypadający na marzec-kwiecień.